# Toshihiro Yamaguchi
Toshihiro Yamaguchi (山口 敏弘, Yamaguchi Toshihiro, Kumamoto, 19 november 1971) is een Japans voormalig voetballer die als middenvelder speelde.

## Carrière
Toshihiro Yamaguchi speelde tussen 1993 en 2000 voor Gamba Osaka, Kyoto Purple Sanga en Sanfrecce Hiroshima.

## Japans voetbalelftal
Toshihiro Yamaguchi debuteerde in 1994 in het Japans nationaal elftal en speelde 4 interlands.

## Statistieken
| Japans voetbalelftal | Japans voetbalelftal | Japans voetbalelftal |
| Jaar                 | Wed.                 | Dlp.                 |
| -------------------- | -------------------- | -------------------- |
| 1994                 | 2                    | 0                    |
| 1995                 | 2                    | 0                    |
| Totaal               | 4                    | 0                    |